# Buddleja delavayi
Buddleja delavayi är en flenörtsväxtart som beskrevs av François Gagnepain. Buddleja delavayi ingår i släktet buddlejor, och familjen flenörtsväxter. Inga underarter finns listade i Catalogue of Life.